# Vitéz Tibor
Vitéz Tibor (eredeti neve: Welser Tibor) (Kolozsvár, 1902. augusztus 13. – Budapest, 1972. március 24.) színházi rendező, operaénekes (basszbariton).

## Életpályája
Szülővárosában tanult, majd a budapesti Pázmány Péter Tudományegyetemen jogi abszolutóriumot szerzett. A budapesti Zeneművészeti Főiskolán kapott oklevelet. 1927-ben debütált a Városi Színházban. 1933–1943 között a Magyar Állami Operaház magánénekese volt. 1941–1944 között a Kolozsvári Nemzeti Színház főrendezőjeként dolgozott. 1945-ben az Igazolóbizottság öt évre eltiltotta a szerepléstől. 1957–1959 között az egri Gárdonyi Géza Színház rendezője volt.

### Munkássága
Szép énekhangját Rómában Straccianinál képezte. Koncertezett Nürnbergben, Münchenben és Bukarestben is. 1945 előtt hangjátékokat is írt és meg nem valósított filmforgatókönyvet (Sárga boríték). A Magyar Filmintézet kézirattárának megírta a kolozsvári filmgyártás történetét. E munkája a néma korszakot illetően forrásértékű.

## Családja
Szülei Welser Lajos és Sebesta Helén voltak. 1932. október 11-én, Budapesten feleségül vette Békessy Magdolnát.
Temetése a Farkasréti temetőben történt.

## Szerepei
- Strauss: A rózsalovag - Jegyző
- Strauss: Salome – I. katona
- Mozart: A varázsfuvola – III. pap
- Bizet: Carmen – Zuniga
- Gounod: Faust – Wagner
- Wagner: A nürnbergi mesterdalnokok – Hermann Ortel
- Verdi: Rigoletto – Ceprano gróf; Monterone gróf
- Poldini Ede: Farsangi lakodalom – Andris
- Verdi: Traviata – Grenvil; Duophol báró
- Wagner: Tannhauser – Biterolf
- Kacsoh Pongrác: János vitéz – Strázsamester
- J. Strauss: A denevér – Falke
- Kodály Zoltán: Háry János – Generális Krucifix
- Hubay Jenő: A cremonai hegedűs – A podesta; Taddeo Ferrari
- Puccini: Pillangókisasszony – Sharpless
- Lehár Ferenc: Giuditta – Eduard Barrymore
- Puccini: Gianni Schicchi – Jegyző
- Puccini: Bohémélet – Schaunard; Alcindoro
- Offenbach: Hoffmann meséi – Schlemil
- Erkel Ferenc: Bánk bán – II. Endre; Biberach
- Wagner: Trisztán és Izolda – Kormányos
- Verdi: A végzet hatalma – Alcade/Fogadós; Calatrava gróf
- Kósa György: Árva Józsi három csodája – 2. favágó
- Wagner: A Rajna kincse – Donner; Fasolt
- Respighi: A láng – Az ördögűző; A püspök
- d'Albert: A hegyek alján – Moruccio
- Poldini Ede: A csavargó és a királylány – A király
- Dohnányi Ernő: Szent fáklya – A legendát Herczeg Ferenc verses átültetésében elmondja
- Erkel Ferenc: Hunyadi László – Rozgonyi; Gara nádor
- Planquette: Rip van Winkle – Richardson kapitány
- Halévy: A zsidónő – Alberti
- Mozart: Szöktetés a szerájból – Szelim basa
- Puccini: Tosca – Cesare Angelotti; Sekrestyés
- Verdi: Az álarcosbál – Samuel/Horn
- Verdi: Aida – A király
- Zádor Jenő: Azra – Müezzin; Hájjáj
- Wagner: Lohengrin – I. Madarász Henrik
- Goldmark Károly: Téli rege – Antigonus
- Liszt Ferenc: Szent Erzsébet legendája – Lajos
- Muszorgszkij: Hovascsina – Kuzka
- Verdi: Don Carlos – Főinkvizítor
- Jacobi Viktor: Sybill – Konstantin nagyherceg
- Flotow: Márta – Plumkett
- Poldini Ede: Himfy – Főherceg
- Rékai Nándor: A nagyidai cigányok – Csimaz
- Verdi: Otello – Lodovico
- Weber: A bűvös vadász – Gáspár
- Ottó Ferenc: Júlia szép leány – Strázsamester; Első legény
- Verdi: A trubadúr – Ferrando
- Puccini: Turandot – Ping
- Wagner: Istenek alkonya – Hagen
- Strauss: A cigánybáró – Gróf Carnero
- Wagner: A bolygó hollandi – Daland

## Színházi rendezései
- Erkel Ferenc: Hunyadi László (1941)
- Erkel Ferenc: Bánk bán (1941)
- Verdi: Traviata (1941)
- Verdi: Aida (1941)
- Puccini: Bohémélet (1942)
- Puccini: Pillangókisasszony (1942)
- Rossini: A sevillai borbély (1942; 1952)
- Kodály Zoltán: Háry János (1942)
- Erdélyi Mihály: Becskereki menyecske (1942)
- Verdi: A trubadúr (1942)
- Puccini: Turandot (1942)
- Berté: Három a kislány (1943)
- Bizet: Carmen (1943)
- Kacsóh Pongrác: János vitéz (1952)
- Lehár Ferenc: A víg özvegy (1957)
- Kálmán Imre: Marica grófnő (1957)
- Jacobi Viktor: Sybill (1958)
- Zerkovitz Béla: Csókos asszony (1958)
- Strauss: Cigánybáró (1959)

## Filmjei
- János vitéz (1938)
- Sárga boríték (1940)[7]